# アレックス・カルーソ
アレックス・マイケル・カルーソ（Alex Michael Caruso, 1994年2月28日 - ）は、アメリカ合衆国テキサス州カレッジステーション出身のバスケットボール選手。NBAのオクラホマシティ・サンダーに所属している。ポジションはポイントガードまたはシューティングガード。愛称はGOATやBald Mamba、Carushowなど。

## 経歴

### カレッジ

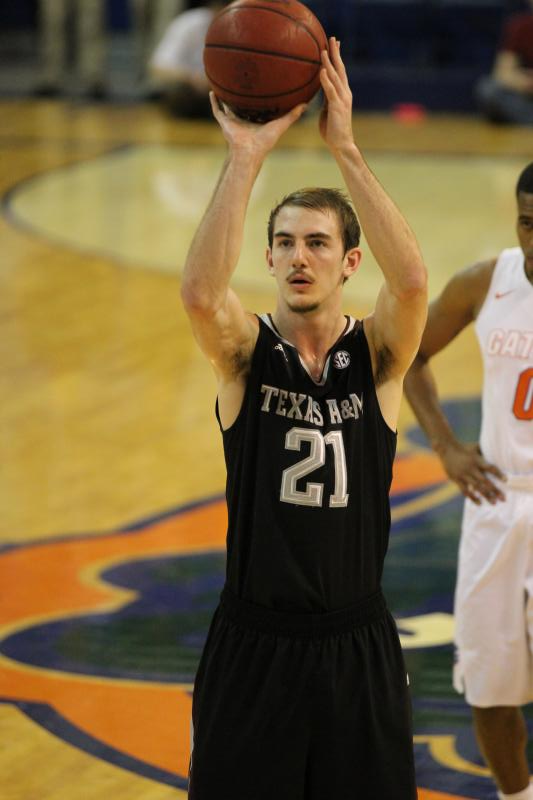
フリースローを放つカルーソ（2015年）

高校卒業後はテキサスA&M大学に進学した。4年間のキャリアで137試合に出場し、平均8.0得点、4.7アシスト、2.02スティールを記録、キャリア通算では649のアシストと276のスティールを記録し同大学出身のデイビット・エドワーズの保持していた記録を塗り替えるなど、テキサスA&M史上最高の選手の1人として活躍した。大学4年時には、オールSECセカンドチームとオールSECディフェンシブセカンドチームに選ばれた。

### オクラホマシティ・ブルー
2016年のNBAドラフトでは指名されなかったが、2016年のNBAサマーリーグにシクサーズの一員として参加した。サマーリーグの終了後、2016年9月23日にオクラホマシティ・サンダーと契約したが、同年10月17日に契約を破棄された。11月3日にNBAデベロップメント・リーグのオクラホマシティ・ブルーと契約した。

### ロサンゼルス・レイカーズ
2017年のNBAサマーリーグにロサンゼルス・レイカーズの選手として参加した。負傷したロンゾ・ボールの代わりとして出場し、サマーリーグの終了後の2017年7月13日にレイカーズと2Way契約を結んだ。そしてDリーグ（現在のGリーグ）からNBAに直接行きかう初選手となった。   
2017年10月19日のロサンゼルス・クリッパーズ戦でNBAデビューを果たし、チームは108-92で敗北したがカルーソは12分間出場を果たし、2得点、2アシスト、1リバウンドを記録した。クリッパーズとのシーズン最終戦で、キャリアハイの15得点、7リバウンドを記録した。  
2018年のサマーリーグの終了後、レイカーズと再び2Way契約を結んだ。2019-19シーズン、4月5日のロサンゼルス・クリッパーズ戦では、キャリアハイとなる32得点を記録しチームは122–117で勝利した。また、2018-19シーズンのおいてレイカーズのレブロン・ジェームズを除く選手の中で、30得点、10リバウンド、5アシストを記録した唯一の選手となった。2019年4月7日のユタ・ジャズ戦では、レブロンが欠場の中、18得点、キャリアハイとなる11アシストを記録し113-109で勝利した。
2019年7月6日にレイカーズと2年総額550万ドルの契約に合意。2019-20シーズン、マイアミ・ヒートとのNBAファイナルでは全6試合で1試合平均24.8分の出場、6.3得点を記録して優勝を果たした。

### シカゴ・ブルズ
2021年8月10日にシカゴ・ブルズと4年総額3700万ドルの契約を結んだ。2023-24シーズン、10月27日のトロント・ラプターズとの対戦では、残り2.3秒に決勝の3ポイントを決めた。このシーズン、ペリメーターディフェンダーとして活躍するなど、NBAが集計したハッスルスタッツに基き、このシーズンのハッスルアウォードを受賞した。

### オクラホマシティ・サンダー
2024年6月21日にジョシュ・ギディーとのトレードで、オクラホマシティ・サンダーへ移籍した。2024-25シーズンのレギュラーシーズンでは1度も20得点越えを記録しなかったが、NBAファイナル、インディアナ・ペイサーズとの第2戦で20得点、第4戦でも20得点を記録し、NBAのレギュラーシーズンで1度も20得点越えを記録しなかった選手がファイナルで複数回の20得点越えを記録した初の選手となった。また、ファイナルの全7戦で1試合平均10.1得点、2.4スティール、3ポイント成功率40.0パーセントの成績を残してチームの優勝に貢献、自身2度目の優勝を成し遂げた。

## 個人成績

### NBA

#### レギュラーシーズン
| シーズン | チーム | GP  | GS  | MPG  | FG%  | 3P%  | FT%  | RPG | APG | SPG | BPG | PPG  |
| -------- | ------ | --- | --- | ---- | ---- | ---- | ---- | --- | --- | --- | --- | ---- |
| 2017–18  | LAL    | 37  | 7   | 15.2 | .431 | .302 | .700 | 1.8 | 2.0 | .6  | .3  | 3.6  |
| 2018–19  | LAL    | 25  | 4   | 21.2 | .445 | .480 | .797 | 2.7 | 3.1 | 1.0 | .4  | 9.2  |
| 2019–20  | LAL    | 64  | 2   | 18.4 | .412 | .333 | .737 | 1.9 | 1.9 | 1.1 | .3  | 5.5  |
| 2020–21  | LAL    | 58  | 6   | 21.0 | .436 | .401 | .645 | 2.9 | 2.8 | 1.1 | .3  | 6.4  |
| 2021–22  | CHI    | 41  | 18  | 28.0 | .398 | .333 | .795 | 3.6 | 4.0 | 1.7 | .4  | 7.4  |
| 2022–23  | CHI    | 67  | 36  | 23.5 | .455 | .364 | .808 | 2.9 | 2.9 | 1.5 | .7  | 5.6  |
| 2023–24  | CHI    | 71  | 57  | 28.7 | .468 | .408 | .760 | 3.8 | 3.5 | 1.7 | 1.0 | 10.1 |
| 2024–25  | OKC    | 54  | 3   | 19.3 | .446 | .353 | .824 | 2.9 | 2.5 | 1.6 | .6  | 7.1  |
| 通算     | 通算   | 417 | 133 | 22.3 | .440 | .376 | .758 | 2.9 | 2.8 | 1.3 | .5  | 6.9  |

#### プレーオフ
| シーズン | チーム | GP | GS | MPG  | FG%  | 3P%  | FT%   | RPG | APG | SPG | BPG | PPG |
| -------- | ------ | -- | -- | ---- | ---- | ---- | ----- | --- | --- | --- | --- | --- |
| 2020     | LAL    | 21 | 1  | 24.3 | .425 | .279 | .800  | 2.3 | 2.8 | 1.1 | .6  | 6.5 |
| 2021     | LAL    | 6  | 0  | 20.2 | .368 | .294 | 1.000 | 1.3 | .5  | .2  | .7  | 5.8 |
| 2022     | CHI    | 4  | 4  | 28.3 | .391 | .389 | ---   | 2.8 | 4.3 | 1.3 | 1.0 | 6.3 |
| 2025     | OKC    | 23 | 0  | 24.4 | .450 | .411 | .795  | 2.7 | 2.2 | 2.0 | .6  | 9.2 |
| 通算     | 通算   | 54 | 5  | 24.2 | .428 | .355 | .803  | 2.4 | 2.4 | 1.4 | .6  | 7.6 |

### カレッジ
| シーズン | チーム      | GP  | GS  | MPG  | FG%  | 3P%  | FT%  | RPG | APG | SPG | BPG | PPG |
| -------- | ----------- | --- | --- | ---- | ---- | ---- | ---- | --- | --- | --- | --- | --- |
| 2012–13  | テキサスA&M | 33  | 17  | 24.7 | .373 | .265 | .600 | 3.2 | 3.4 | 1.8 | .5  | 5.5 |
| 2013–14  | テキサスA&M | 34  | 33  | 29.8 | .460 | .333 | .685 | 3.6 | 5.0 | 2.0 | .8  | 9.0 |
| 2014–15  | テキサスA&M | 33  | 33  | 31.5 | .463 | .366 | .685 | 4.5 | 5.5 | 2.1 | .2  | 9.1 |
| 2015–16  | テキサスA&M | 37  | 37  | 28.8 | .502 | .368 | .785 | 3.6 | 5.0 | 2.1 | .2  | 8.1 |
| 通算     | 通算        | 137 | 120 | 28.7 | .455 | .340 | .685 | 3.7 | 4.7 | 2.0 | .4  | 8.0 |

## 私生活
マイクとジャッキー・カルーソの息子であり、テキサスA&M大学（通称:アギー）に通う2人の姉妹がいる。父親はクレイトン大学で4年間バスケットボールをプレーしていた経験があり、現在はテキサスA＆Mの準スポーツディレクターである。
大学時代、カルーソはA&Mプログラムを中心に育ち、ボールボーイとして多くのシーズンを過ごした。学問においてはスポーツマネジメントについて専攻していた。
2021年2月19日、中国のスポーツメーカーANTAとの複数年のシューズ契約を締結した。